# Barbacenia glutinosa
Barbacenia glutinosa är en enhjärtbladig växtart som beskrevs av Goethart och Johannes Jan Theodoor Henrard. Barbacenia glutinosa ingår i släktet Barbacenia och familjen Velloziaceae. Inga underarter finns listade.